# John Brockman
John Brockman (ur. 1941 w Bostonie) – amerykański pisarz i agent literacki, specjalizuje się w literaturze naukowej. Założyciel Edge Foundation, organizacji mającej na celu współpracę ekspertów z wielu dziedzin nauki i techniki.